# Camino de la Geira y los Arrieiros
El Camino Jacobeo de la Geira y los Arrieiros, certificado por el Cabildo de la Catedral de Santiago de Compostela el 29 de marzo de 2019. Es uno de los Caminos de Santiago con más historia y su belleza natural es su gran atractivo. Discurre por el tramo conocido como Geira de la Vía Romana XVIII, que unía Braga (Bracara Augusta) con Astorga (Astúrica Augusta). El camino transcurre por ella hasta llegar a Portela do Homem, frontera con Galicia y posteriormente enlaza con la ruta de los transportistas medievales que llevaban el vino del Ribeiro hasta Compostela, conocidos como Arrieiros.

## Historia
En el año 1995, en el congreso: «Encontro sobre os Caminhos Portugueses a Santiago» celebrado en Valença do Minho del 21 al 23 de abril, el presidente da Região de Turismo do Alto Minho, Francisco J. T. Sampaio, ya detalla con exactitud el Caminho da Geira Romana hasta la frontera: Braga > Prado > Rendufe > Caldelas > Terra de Bouro > Gerês > Albergaria > Portela do Homen, aunque el lado gallego es trazado con una simple línea recta. Poco a poco los estudios sobre este camino van apareciendo a ambos lados de la frontera, pero sin llegar a conectarse entre sí. Portugal estudia los caminos por su territorio y en Galicia se hace lo mismo. Braga sigue siendo clave en la historia de Santiago, pero sus caminos, tanto por Ponte de Lima como por la Geira, quedan en el olvido.
En 2004 la Região de Turismo do Alto Minho publica el libro Santiago – Caminhos do Alto Minho, con 88 páginas y una tirada de 10.000 ejemplares. Entre los caminos detallados aparece el de la Geira Romana marcado por: Braga, Rendufe, Caldelas, Terras de Bouro, Moimenta, Caldas do Gerès, Portela do Homen,Lobios, Entrimo, Ameixoeira y Castro Laboreiro; coincidente con el actual da Geira e dos Arrieiros.
En La Estrada, dirigentes y colaboradores del Museo do Pobo Estradense Manuel Raimondez Portela y del Seminario de Estudios Locais también investigan el paso de peregrinos por La Estrada. En varios artículos en la serie de libros anuales: A Estrada Miscelánea Histórica e Cultural ya se reseñaron citas y detalles del paso de peregrinos. En los siguientes años publican artículos completos.
En 2007 el Camiño da Geira aparece en numerosos estudios y congresos, pero las Administraciones Públicas no invierten en su cuidado y desarrollo. En varios congresos, como el titulado «El Camino de Santiago para el siglo XXI. El Camino Portugués» (Pontevedra, marzo de 2007), se detalla por parte de investigadores portugueses la historia y el trazado por su país, pero al llegar a España se sigue trazando una línea recta hasta Santiago de Compostela.
En 2008 la Diputación de La Coruña marca el Camino en su cartografía oficial y marca con exactitud el recorrido por la provincia de La Coruña, con entrada por Pontevea y paso por Rarís y Sestelo, entrando en Compostela por O Outeiro y Sar.
En el año 2011 el Camino aparece en la guía turística editada por la Diputación de Pontevedra y Junta de Galicia, en el apartado sobre La Estrada: «o camiño das peregrinacións e dos arrieiros, desde o alto Avia a Compostela«.
En el año 2016, fruto de la colaboración de Codeseda Viva con la AMR2009 se establece el trazado completo desde Braga a Compostela, con una longitud total de 240 km.
El 17 de mayo de 2017 llegan a Compostela Joao, María y Luis, los primeros peregrinos tras la publicación del trazado oficial. Unos días más tarde completa su peregrinación Carlos Ferreira, el primer peregrino en solitario y, al mes siguiente, 17 socios del Club Propedal Esposende se convierten en los primeros en hacerlo en bicicleta. La inauguración a caballo llegó en el mes de octubre, cuando la expedición organizada por Rapa das Bestas de Sabucedo alcanzó Compostela. La escasez de alojamientos para los caminantes es uno de los principales problemas de la ruta, aunque es compensada con la buena de voluntad de los vecinos de cada zona. El registro total del año 2017 queda en 114 peregrinos, una cifra que supera todas las expectativas previas.
En 2018 casi se llega a duplicar la cifra, quedando la contabilidad en 221 personas; empezándose a sumar a portugueses y españoles nuevas nacionalidades: Francia, Brasil, Ucrania y Polonia. También durante este año es registrada la solicitud para que este Camino de Santiago sea oficializado por la Junta de Galicia.
Las noticias sobre el Camiño Xacobeo da Geira e dos Arrieiros «vuelan» por el «ecosistema» de los peregrinos. El 2019 comienza multiplicándose las solicitudes de información y los actos para darlo a conocer, sobre todo en el «lado» portugués. Tras la presentación de toda la documentación requerida, el 29 de marzo de 2019 el Camino de Santiago da Geira e dos Arrieiros es certificado por la Iglesia de Santiago de Compostela (Cabildo y Oficina del peregrino).
Ese año 2019 se termina el recuento con un total de 862 peregrinos, de los que 367 acudieron a la Oficina del Peregrino a pedir su Compostela.
En el mes de octubre se inaugura en la localidad de Santiago de Caldelas el primer albergue público del Camino. Las instalaciones son de obra nueva y cuentan con 8 literas de dos camas, duchas, baños y cocina. La iniciativa fue llevada a cabo por la Câmara Municipal de Amares y la Junta de União das Freguesias de Caldelas, Sequeiros e Paranhos.
La llegada en el 2020 de las restricciones por la pandemia del Covid obligan a anular todas las peregrinaciones, pasando varios meses sin registrar ningún peregrino. El conteo final de ese año queda en 143 peregrinos, de los que 99 pidieron la Compostela.
En el año 2021, a pesar de continuar las restricciones de la pandemia, se documenta el paso de 904 peregrinos.

## Recorrido
Comenzamos este camino en Braga, donde se encuentran los caminos de Torres y la variante del Central, visitando su catedral, el referente de la ciudad. La Catedral Sé de Braga fue la primera catedral portuguesa, construida antes incluso  de la fundación de Portugal, donde se encuentran sepultados, en la Capela dos Reis, D.Enrique y Dña.Teresa, padres del primer rey de Portugal. Saliendo de Braga en dirección a Santiago de Caldelas (Amares) pasamos por Montélios y el monasterio de Rendufe, cuyo origen es anterior a 1090, siendo una de las principales casas benedictinas entre los siglos XII-XIV. 
En Santiago de Caldelas, podemos ver encajado sobre la puerta principal de su iglesia Matriz a Santiago Peregrino en piedra. Desde aquí seguimos hacia la localidad de Real, un lugar mágico rodeado de viñedos. Continuamos subiendo hasta Paranhos de Cima y desde aquí descendemos pasando por el Concelho de Amares, caminando entre miliarios romanos que nos marcan el camino hasta llegar a Terras de Bouro, donde podemos aprovechar sus aguas termales para recuperar fuerzas.
De Terras de Bouro caminamos hasta Campo de Gerês, situado en pleno Parque Nacional da Peneda-Gerês, a través de la Vía Nova XVIII, que cuenta con los tramos de vía romana en mejor estado de conservación entre todos los existentes en la península ibérica. Seguimos en dirección a la frontera de A Portela de Homem, y podemos aprovechar para llegar a su cascada de aguas cristalinasen tonos de azul turquesa, lugar en el que merece la pena un pequeño desvío no solo por la cascada y lagunas, sino también por toda la belleza del bosque Mara da Albergaria que nos lleva hasta allí.
Portela de Homem es un puerto de montaña a 822 metros de altitud, encajado en la frontera entre Portugal y España, localizado en Terras de Bouro (Portugal) al lado del municipio de Lobios (Galicia, España).
Entramos en Galicia por Bubaces, en el municipio de Lobios, donde encontramos los vestigios arqueológicos de los baños romanos del río Caldo, para seguir caminando en dirección a la serpeante frontera entre Galicia y Portugal. Durante esta ruta atravesamos el corazón del Parque Natural Baixa Limia-Serra do Xurés, disfrutando del bosque autóctono y del mundo animal que nos puede sorprender como caballos salvajes, corzos y vacas cachenas.
En la parroquia de San Salvador de Marín, en Lobios, pasamos por un lugar llamado Compostela, en honor a la ciudad santa y que demuestra la tradición jacobea de la ruta.
Seguimos para Entrimo pasando por A Feira Vella. El camino nos lleva de nuevo a tierras portuguesas hasta llegar a Castro Laboreiro (Melgaço), donde podemos visitar su castillo, nombrado Monumento Nacional
Desde Castro Laboreiro camos hasta Alcobaça, aldea portuguesa de Melgaço y, de vuelta a Galicia, pasamos por Padrenda, San Xoán de Monte Redondo y San María do Condado, llegando así a Cortegada, pueblo con una tradición termal más que conocida.
Por la ribera del Miño salimos de Cortegada y avanzamos por la comarca de O Ribeiro hasta llegar a Arnoia y su conocido balneario. Seguimos la ruta hasta llegar a Ribadavia, villa que a partir del siglo XII albergaba hospitales de peregrinos.
Salimos de Ribadavia hacia San Cristovo de Regodigón, para continuar hasta Beade, cuya iglesia de Santa María combina los estilos renacentista y barroco, perteneciente a la Orden de San Juan de Jerusalén.
Seguimos por el Camino Real pasando por As Regadas y Berán, hasta llegar al concello de Bobarás.
Aquí, caminamos por las parroquias de San Salvador, San Miguel de Albarellos, Salón, Distriz y Paredes hasta llegar a Pazos de Arenteiro. Cruzamos el puente sobre el río Arenteiro y pasamos por la imagen del Apóstol Santiago Peregrino plasmada en él.
Nos dirigimos a Feás hasta llegar a Beariz, última parada dentro de la Provincia de Orense. Entramos en la provincia de Pontevedra por Forcarey y Santiago de Pardesoa, rodeando la sierra de O Candán. Llegamos a Soutelo de Montes donde encontramos el Centro Etnográfico de Terra de Montes, que recoge objetos de la vida cotidiana de esta área para su divulgación cultural.
Comenzamos a caminar desde Soutelo de Montes pasando por Fontela y Aciveiro, lugar que alberga un Monasterio con el mismo bombre, fundado en el siglo XII y considerado Monumento Histórtico Artístico desde 1931 y Bien de Interés Cultural en la actualidad.
Continuamos por los lugares de Vilar, Freixeira, Cachafeiro, Gaxín y Ponte Gomaíl hasta llegar al lugar de A Mámoa y adentrarnos ya en el concello de La Estrada, por la localidad de Codeseda. Esta área cuenta con una gran variedad de patrimonio prehistórico donde destaca el petroglifo de Chan das Lamas. Su iglesia parroquial, de estilo románico, conforma una de las Rutas del Románico promovida por el ayuntamiento de La Estrada.
Nos dirigimos a Tabeirós, pasamos por San Xiao, A Panceira y llegamos a La Estrada.
En el municipio de La Estrada, pasamos por la Torre de Guimarei del siglo XII. Seguimos caminando y pasamos por San Pedro de Toedo, San Salvador de Baloira, Santa Cristina de Vea, Couso y por fin, llegamos a Pontevea. Cruzamos el puente medieval sobre el río Ulla y cerca del final de la ruta pasamos por Cacheiras, Montouto y Outeiro do Castiñeiriño, ya en el concello de Santiago.
Seguimos caminando hasta entrar por la puerta de Mazarelos y adentrarnos en el casco histórico de la ciudad, para acabar en la Catedral.

## Distancias
El trazado completo son 239 km, con los siguientes puntos de paso:
- Kilómetro 239: Braga
- Kilómetro 228: Mosteiro de Rendufe
- Kilómetro 223: Santiago de Caldelas
- Kilómetro 219: Paranhos
- Kilómetro 216: Santa Cruz. Inicio del tramo por la calzada Geira Romana
- Kilómetro 210: Terras de Bouro
- Kilómetro 195: Covide
- Kilómetro 197: São João Do Campo/Campo do Gerês
- Kilómetro 178: Os Baños
- Kilómetro 172: Lobios
- Kilómetro 170: A Feira Vella
- Kilómetro 167: Entrimo
- Kilómetro 152: Castro Laboreiro
- Kilómetro 136: San Amaro
- Kilómetro 134: Capilla de A Portela
- Kilómetro 124: Cortegada
- Kilómetro 109: Ribadavia
- Kilómetro 105: Beade
- Kilómetro 101: Berán
- Kilómetro 92: Pazos de Arenteiro
- Kilómetro 83: Feás
- Kilómetro 74: Magros
- Kilómetro 72: Beariz
- Kilómetro 61: Soutelo de Montes
- Kilómetro 54: Cachafeiro
- Kilómetro 52: Ponte Gomaíl
- Kilómetro 42: Cruz da Grela
- Kilómetro 41: Codeseda
- Kilómetro 35: Santiago de Tabeirós
- Kilómetro 29: La Estrada
- Kilómetro 17: Pontevea
- Kilómetro 14: Rarís
- Kilómetro 00: Compostela

## Paso de peregrinos
- Año 2017: 114 peregrinos
- Año 2018: 221 peregrinos.
- Año 2019: total 862 peregrinos, de los que 367 solicitaron la Compostela.
- Año 2020: 143 peregrinos, de los que 99 solicitaron la Compostela.
- Año 2021: 904 peregrinos.
- Año 2022: hasta el 15 de noviembre pasaron 946 peregrinos.[6]

## Sitio web oficial
https://www.debragaasantiago.com/geira-arrieiros/
- Datos: Q115322004